# Gaststätte „Zur Fähre“

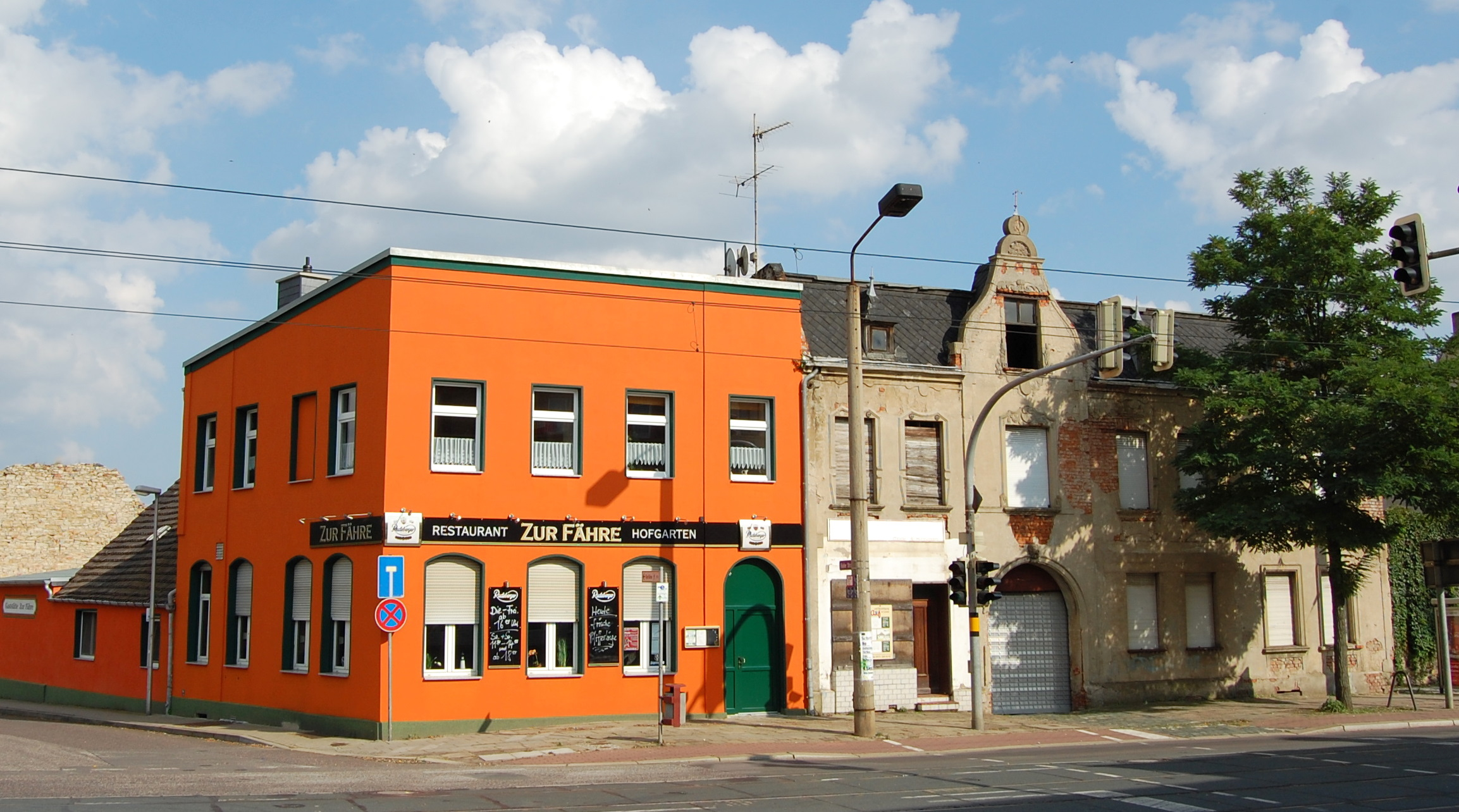
Gaststätte Zur Fähre, links: Alt Westerhüsen 156, nördliches Gebäude; rechts: Alt Westerhüsen 155, südliches Gebäude, 2010

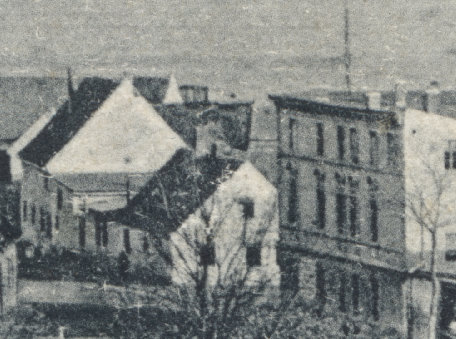
Blick von der Sohlener Straße aus auf das nördliche Gebäude, um 1900 vor dem Umbau von 1905

Die Gaststätte „Zur Fähre“ ist ein kleiner Gebäudekomplex mit Gaststätte im Magdeburger Stadtteil Westerhüsen. Der südliche Teil der Bebauung stand unter Denkmalschutz, wurde jedoch im Jahr 2016 weitgehend abgerissen.
Die Häuser stehen an der Hauptstraße Westerhüsens an den Adressen Alt Westerhüsen 155 (südlicher Teil) und Alt Westerhüsen 156 (nördlicher Teil mit Restaurant). Der Name „Zur Fähre“ bezieht sich auf die etwas weiter östlich befindliche Elbfähre Westerhüsen.

## Geschichte und Architektur
Ursprünglich befand sich auf den Grundstücken ein Kossatenhof, dessen kleines Wohnhaus sich an der Nordseite zur heutigen Kieler Straße hin befand. Ein an der Südseite des Grundstücks befindliches Stallgebäude wurde 1859 vom Gastwirt Martin Curio zum Wohnhaus umgebaut. Es entstanden auch zwei neue Ställe. Einer in der Mitte des Grundstücks und ein Pferdestall an der Ostseite. Zur Hauptstraße hin wurde ein weiteres Wohnhaus gebaut.
1873 war das Grundstück geteilt worden, wobei die beiden südlichen Wohngebäude zur 155 wurden und die nördliche Bebauung zur 156. In der 156 wurde, wie auch heute noch, eine Gastwirtschaft betrieben. Ein 1874 bestehendes Vorhaben dort auch einen den ganzen Garten ausfüllenden Tanzsaal anzubauen, setzte man jedoch nicht um. Östlich der Gastwirtschaft wurde jedoch 1876 eine Stube errichtet.
Im gleichen Jahr legte man im südlichsten Haus eine Bäckerei und im mittleren Wohngebäude eine Schmelzerei an. Nachdem 1890 ein alter Stall abgerissen worden war, entstand in der Nordostecke ein neues Stallgebäude. Im Jahr 1905 vergrößerte man beide Grundstücke zur Hauptstraße hin, wobei eine einheitliche Fluchtlinie eingehalten wurde. Auf dem nördlichen Grundstück wurde ein Teil des alten Hauses abgerissen, um im Erdgeschoss eine große, noch heute bestehende Gaststube einrichten zu können.
Auf dem südlichen Grundstück entstand 1905 ein zweistöckiges einheitliches Vorgebäude mit rundbogiger Durchfahrt. Oberhalb der Durchfahrt des jetzt denkmalgeschützten Hauses befindet sich ein geschweifter Giebel. Die siebenachsige Fassade ist in Formen des Jugendstils gestaltet. Bedeckt ist das Gebäude mit einem Satteldach.
Der südliche Teil stand langjährig leer und war stark sanierungsbedürftig. Aufgrund einer Sicherungsverfügung der Bauaufsicht wurde der südliche Teil abgerissen und 2016 aus dem Denkmalverzeichnis ausgetragen. Erhalten blieben in diesem Teil nur einige Mauern des Erdgeschosses (Stand 2017).